# راتومیر چابریچ
راتومیر چابریچ (انگلیسی: Ratomir Čabrić؛ ۱۹ سپتامبر ۱۹۱۸ – ۱۳ آوریل ۱۹۹۰) بازیکن سابق یوگسلاو و مربی فوتبال اهل صربستان بود.
از باشگاه‌هایی که در آن بازی کرده‌است می‌توان به باشگاه فوتبال یوگسلاویا اشاره کرد.
وی همچنین در تیم ملی فوتبال یوگسلاوی بازی کرده‌است.